# IC 5210
IC 5210 је елиптична галаксија у сазвјежђу Водолија која се налази на листи објеката дубоког неба у Индекс каталогу.
Деклинација објекта је - 18° 52' 9" а ректасцензија 22h 22m 31,1s. Привидна величина (магнитуда) објекта IC 5210 износи 13,0 а фотографска магнитуда 14,0. IC 5210 је још познат и под ознакама ESO 602-12, MCG -3-57-4, PGC 68674.